# Zorzines contradicta
Zorzines contradicta là một loài bướm đêm trong họ Noctuidae.